# Маринър 5
Маринър 5 (Маринър Венера '67) е космически апарат на НАСА от програма Маринър. Сондата носи комплект от научни инструменти и е изпратена да изследва планетата Венера. Маринър 5 трябва да измери колебанията в магнитното поле около планетата, както и слънчевите частици и ултравиолетовите лъчения.
Основни цели са:измерване на междупланетното и венерианското магнитно поле, изследване на заредените частици в космоса, плазмата в космоса и пречупване то на радиосигналите и ултравиолетовите емисии във Венерианската атмосфера.
Маринър 5 е построен като дубльор на Маринър 4, но след успеха на мисията апаратът е модифициран за нова мисия до Венера.
Изстрелян е на 14 юни 1967 г. от стартова площадка 12 на ВВС база Кейп Каневерал и прелита около планетата на 19 октомври същата година на височина 3990 km. С по-чувствителните си инструменти от своя предшественик Маринър 2, Маринър 5 хвърля нова светлина върху планетата и върху състоянието на междупланетното пространство.
След тази мисия се разбира, че Венера има много топла повърхност и атмосфера по-плътна от очакваното.
Активността на апарата спира през ноември 1967 г. и той е нефункциониращ и обикалящ по хелиоцентрична орбита.